# Demény Piroska (népzenegyűjtő)
Demény Piroska, Demény Dezsőné Szabó Piroska (Torda, 1917. június 27. – Kolozsvár, 1994. április 10.) kolozsvári zenei középiskolai tanár, népzenegyűjtő, Demény Dezső pszichológus felesége, Demény Attila zeneszerző, operarendező édesanyja.

## Életútja
Szülővárosában járt iskolába, Putnokon érettségizett. 1941-ben végezte el a zongora szakot a kolozsvári zeneakadémián, 1951-ben ugyanott a művészeti főiskolán zenetanári oklevelet szerzett. 
1951-től a kolozsvári zenei középiskola tanára. A kolozsvári táncház több későbbi zenészének volt osztályfőnöke, a népzenét már diákkorban megkedveltető mentora. Több közös folklórkiadványban jelentek meg népdalgyűjtései (az 1954-es Faragó-Jagamas-féle Moldvai csángó népdalok és népballadák című munkában Szabó Piroska I. néven szerepel). 
A romániai magyar rádió- és tévéadások keretében 1971-től haláláig „Vetettem violát”, „Szivárvány havasán” és más címek alatt sok száz hiteles, erdélyi falvakban gyűjtött magyar népzenei felvételt mutatott be. Népzenei gyűjtéseinek digitalizálását a Hagyományok Háza Folklórdokumentációs Könyvtára végezte el, ahol a gyűjtemény tartalmi feltárása folyamatban van, és fokozatosan kerül internetes közreadásra.
A hetvenes évek végén lezárt, aranyosszéki gyűjtéséből készült kézirata halála után mintegy fél évtizeddel jelent meg.

## Kötetei
- Aranyosszék népzenéje Archiválva 2016. március 8-i dátummal a Wayback Machine-ben. Sajtó alá rendezte, jegyzetekkel ellátta, a CD-mellékletet szerkesztette Pávai István. A szöveget gondozta Asztalos Ildikó. Néprajzi Múzeum, Budapest, 1998. 191 p., kottával illusztrált. ISBN 963-7106-55-3
- Édesanyám sok szép szava / Adám Joákimné Kurkó Julianna énekei ; Albert Ernő gyűjtése ; a dallamokat hangszalagról lejegyezte... Demény Piroska. Bukarest : Kriterion, 1989. 202 p. ISBN 973-26-0017-9